# 3887 Gerstner
3887 Gerstner è un asteroide della fascia principale. Scoperto nel 1985, presenta un'orbita caratterizzata da un semiasse maggiore pari a 2,9980932 UA e da un'eccentricità di 0,1036749, inclinata di 9,93367° rispetto all'eclittica.
È dedicato al fisico austriaco Frantisek Josef Gerstner (1756-1832) e a suo figlio Frantisek Antonín Gerstner (1795-1840).